# Véfróður Ævarsson
Véfróður Ævarsson (n. 935) fue un caudillo vikingo de Austur-Húnavatnssýsla en Islandia, hijo menor de Ævar gamli Ketilsson. Véfróður era muy pequeño cuando su padre y hermanos marcharon de expediciones vikingas y posteriormente se asentaron como colonos en la isla. Cuando Véfróður llegó a la hacienda procedente de Noruega, su padre ya había preparado una propiedad para él pero había pasado tanto tiempo que no le reconoció al primer instante. Como personaje histórico aparece citado en la Saga Vatnsdœla.

## Herencia
Se casó con Gunnhildur Eiríksdóttir (n. 933), hija del goði Eiríkur Hróaldsson, y fruto de esa relación nacieron cuatro hijos:
- Úlfhéðinn Vefróðsson (n. 975).
- Ævar Vefróðason (n. 978).
- Skarphéðinn Vefróðsson (n. 980).
- Húnróður Vefróðsson (n. 985), quien sería abuelo de Hafliði Másson.